# انوه کلان
انوه کلان (به لاتین: Anvah-ye Kalan) یک منطقهٔ مسکونی در افغانستان است که در ولایت بامیان واقع شده‌است.